# Samarone
Wilson Gomes, plus connu sous le nom de Samarone, était un footballeur brésilien évoluant au poste de milieu de terrain, né le 13 mars 1946 à Santos.

## Carrière de joueur

### En club
- 1963 - 1965  : Portuguesa Santista ( Brésil)
- 1965 - 1971  : Fluminense FC   ( Brésil)
- 1971  : SC Corinthians   ( Brésil)
- 1971 - 1973  : CR Flamengo ( Brésil)
- 1973 - 1974  : Portuguesa de Desportos ( Brésil)
- 1975  : Bonsucesso FC ( Brésil)

### Palmarès
- Tournoi Roberto Gomes Pedrosa en 1970 avec Fluminense FC
- Champion de l'État de Rio de Janeiro en 1969 et 1971 avec Fluminense FC

Il a été « ballon d'argent brésilien » en 1970.